# Аш-Бузи
Аш-Бузи́ (тат. Аш-Буҗи) — деревня в Кукморском районе Республики Татарстан, в составе Большесардекского сельского поселения.

## География
Деревня расположена на правом притоке реки Бурец, в 19 км к северо-западу от города Кукмора.

## История
Деревня известна с 1678 года.
В XVIII — первой половине XIX века жители относились к категории государственных крестьян. Занимались земледелием, разведением скота. 
В «Списке населенных мест по сведениям 1859—1873 годов», изданном в 1876 году, населённый пункт упомянут как казённая деревня Ашалча-Бузи 2-го стана Малмыжского уезда Вятской губернии. Располагалась при ключе Ашалча-Бузинском, по правую сторону Елабужского почтового тракта, в 32 верстах от уездного города Малмыжа и в 20 верстах от становой квартиры в казённом селе Поляны (Вятские Поляны). В деревне, в 71 дворе жили 446 человек (231 мужчина и 215 женщин), была мечеть.
По сведениям переписи 1897 года, в деревне Ашалча-Бузи (Бодиаз) Малмыжского уезда Вятской губернии жили 505 человек (220 мужчин и 285 женщин), все мусульмане.
В конце XIX века земельный надел сельской общины составлял 792,1 десятины.
До 1920 года деревня входила в Кошкинскую волость Малмыжского уезда Вятской губернии. С 1920 года в составе Арского кантона ТАССР. С 10 августа 1930 года в Кукморском, с 1 февраля 1963 года в Сабинском, с 12 января 1965 года в Кукморском районах.
В 1930 году в деревне был организован колхоз, с 1994 года в составе объединения крестьянских хозяйств «Игенче» (с 2002 г. сельскохозяйственный производственный кооператив), с 2007 года — общества с ограниченной ответственностью «Агрофирма «Бор», с 2014 года — общества с ограниченной ответственностью «Исток Агро», с 2016 года — общества с ограниченной ответственностью «Агрофирма Игенче Плюс», с 2018 года — общества с ограниченной ответственностью «Восток Агро».

## Население
| 1859 | 1884 | 1897 | 1920 | 1926 | 1938 | 1949 | 1958 | 1970 | 1979 | 1989 | 2000 | 2002 | 2010 | 2017 |
| ---- | ---- | ---- | ---- | ---- | ---- | ---- | ---- | ---- | ---- | ---- | ---- | ---- | ---- | ---- |
| 446  | 497  | 505  | 679  | 577  | 529  | 473  | 450  | 611  | 513  | 613  | 725  | 757  | 743  | 743  |

Национальный состав деревни — татары.

## Экономика
Жители занимаются полеводством, выращивают лук-севок, работают преимущественно в обществе с ограниченной ответственностью «Восток Агро», многочисленных крестьянских (фермерских) хозяйствах.

## Инфраструктура
Начальная школа (с 1929 г.), детский сад «Тамчы» (с 1989 г.), клуб (с 1966 г.), библиотека (с 1955 г.), фельдшерско-акушерский пункт (с 1968 г.), пекарня (с 2018 г.), хоккейная коробка (с 2008 г.).

## Религия
Мечеть (с 1992 г.).